# Nikolai Nikolajewitsch Pokrowski

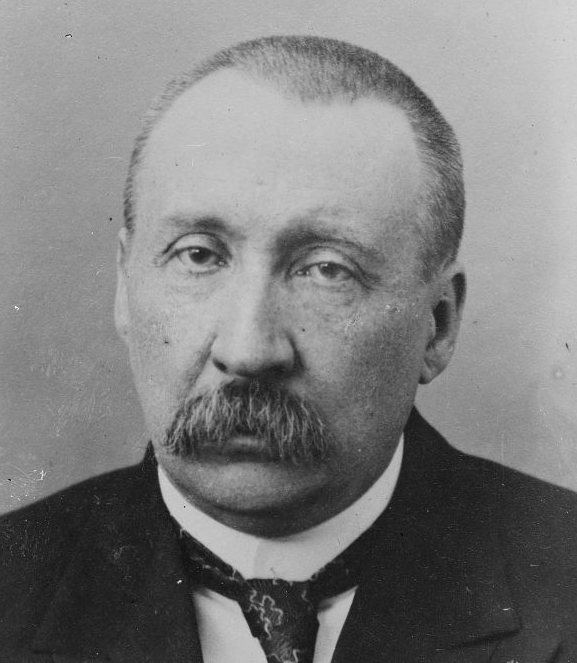
Nikolai Nikolajewitsch Pokrowski

Nikolai Nikolajewitsch Pokrowski (russisch Николай Николаевич Покровский; * 27. Januarjul. / 8. Februar 1865greg.; † 12. Dezember 1930 in Kaunas) war ein russischer Politiker und letzter Außenminister des Russischen Kaiserreiches.

## Leben
Pokrowski wurde als Sohn eines Gutsbesitzers mit Ländereien im Gouvernement Kowno geboren. Er studierte Recht an den Universitäten von Moskau und St. Petersburg. 1889 begann er eine Beamtenlaufbahn im Finanzministerium. 1902 wurde er Vizedirektor und 1904 Direktor der Steuerabteilung im Finanzministerium. Von 1906 bis Juli 1914 war er stellvertretender Finanzminister, ab Januar 1914 Mitglied des Staatsrats.
Am 10. Novemberjul. / 23. November 1916greg. entließ Zar Nikolaus II. den bisherigen Ministerpräsidenten und Außenminister Boris Stürmer. Die freiwerdenden Posten nahmen Alexander Trepow und – nachdem Vize-Außenminister Anatoli Neratow interimistisch das Außenamt geleitet hatte – Pokrowski ein, der am 17. Novemberjul. / 30. November 1916greg. zum Außenminister ernannt wurde und Neratow als Stellvertreter übernahm. In seiner Antrittsansprache vor der Duma am 2. Dezemberjul. / 15. Dezember 1916greg. schloss Pokrowski, bezugnehmend auf die Friedensnote der deutschen Regierung vom 29. Novemberjul. / 12. Dezember 1916greg., jede Möglichkeit eines russischen Separatfriedens mit den Mittelmächten aus. In seiner nur dreimonatigen Amtszeit drohte er mehrmals seinen Rücktritt an, da er nicht mit Innenminister Protopopow in einer Regierung zusammenarbeiten wollte. Er setzte sich für eine Öffnung der russischen Wirtschaft gegenüber amerikanischem Kapital ein und plante zu diesem Zweck die Entsendung einer Kommission in die Vereinigten Staaten. Während der Februarrevolution 1917 gehörte Pokrowski zu den Ministern, die den Rücktritt des Kabinetts zugunsten einer Duma-Regierung befürworteten. Die Amtsgeschäfte im Außenministerium führte Neratow daraufhin bis zur Übergabe an die Provisorische Regierung weiter.
Nach der Oktoberrevolution emigrierte er zunächst nach Finnland und ging dann nach Kaunas, wo er an der Hochschule lehrte.